# Хелонитис
Хелони́тис (греч. Χελωνίτης κόλπος) — большой открытый залив Ионического моря в Греции, на северо-западе Пелопоннеса. На северо-западе начинается от мыса Хелонитис (Ακρωτήριο Χελωνίτης), в древности известного как Хелоната (Χελωνάτα) на полуострове Килини у одноимённой деревни и заканчивается на юго-востоке у мыса Катаколона (Κατάκολον) у одноимённой деревни.
В залив впадает река Пиньос.
В древности известен как Хелонатский залив.